# Trevira
Trevira GmbH ist ein Hersteller von Markenfasern und -filamentgarnen für technische Anwendungen und Hygieneprodukte, Heimtextilien, Automobilinnenausstattungen und Funktionsbekleidung. Sitz des Unternehmens ist Bobingen bei Augsburg in Bayern. Eigentümer der Trevira GmbH ist die thailändische Indorama Ventures PCL.

## Unternehmen

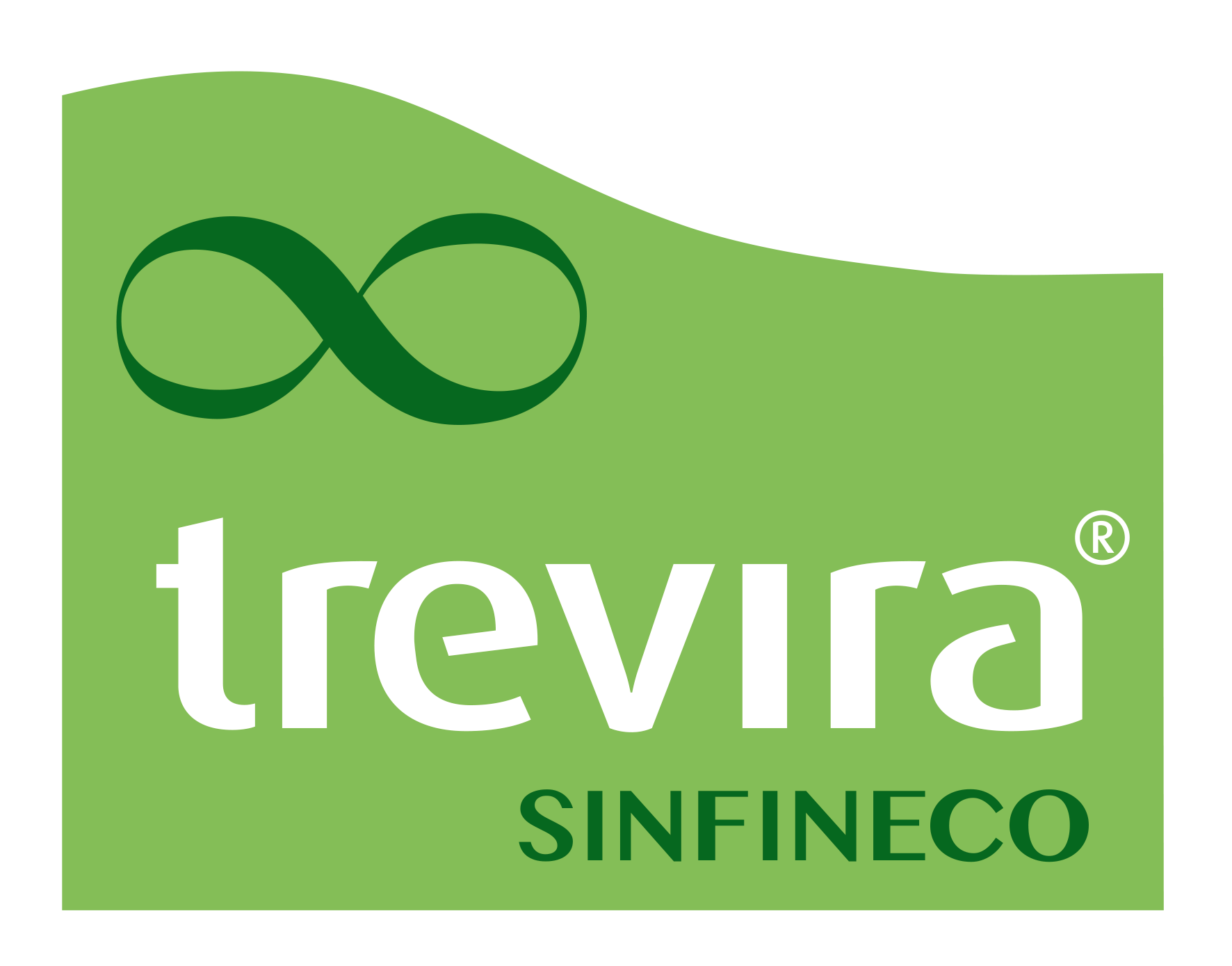
Logo Trevira Sinfineco

Trevira stellt textile Polyesterprodukte her, insbesondere Stapelfasern, Glatt-, Filament- und Texturgarne für Heim- und Haustextilien, Automobil-Innenausstattungen und Funktionsbekleidung sowie für technische Textilien und Hygieneprodukte. Dies sind beispielsweise Fasern und Garne für schwer entflammbare Textilien (Marke Trevira CS) und antimikrobiell wirkende Textilien (Marke Trevira Bioactive). Ein weiterer Zweig ist die Produktion von Fasern und Filamentgarnen aus dem Biopolymer Polylactid (PLA), welche als eine nachhaltige Alternative zu erdölbasierten Fasern vermarktet werden. Die Muttergesellschaft Indorama Ventures stellt recycelte Chips aus PET-Flaschen her, die Trevira zu Filamentgarnen weiterverarbeitet. Textilien, die nachhaltige Trevira-Produkte enthalten, werden mit dem SINFINECO-Label vertrieben.
Die Produktionsmenge der Trevira GmbH liegt bei jährlich rund 74.000 Tonnen Stapelfasern und Filamentgarnen (Polyester, PBT, PLA, Bikomponentenfasern/Hybridgarne u. a.). Zudem werden pro Jahr etwa 27.000 Tonnen Polyesterchips für den Verkauf an Dritte hergestellt (2019). Der Anteil Fasern und Garne am Gesamtumsatz verteilt sich zu 20 % auf den Bereich Heimtextilien, zu 13 % auf Automobil-Innenausstattungen, zu 44 % auf technische Textilien und Hygieneartikel sowie zu 10 % auf Bekleidung; auf Polyesterchips entfallen weitere 13 % (2019). Der Exportanteil in Länder außerhalb der Europäischen Union lag 2019 bei 15 %. Trevira ist einer der Marktführer für schwer entflammbare Polyesterfasern für Objekttextilien.
Kunden von Trevira sind Unternehmen der internationalen Textilindustrie mit Schwerpunkt Europäische Union.

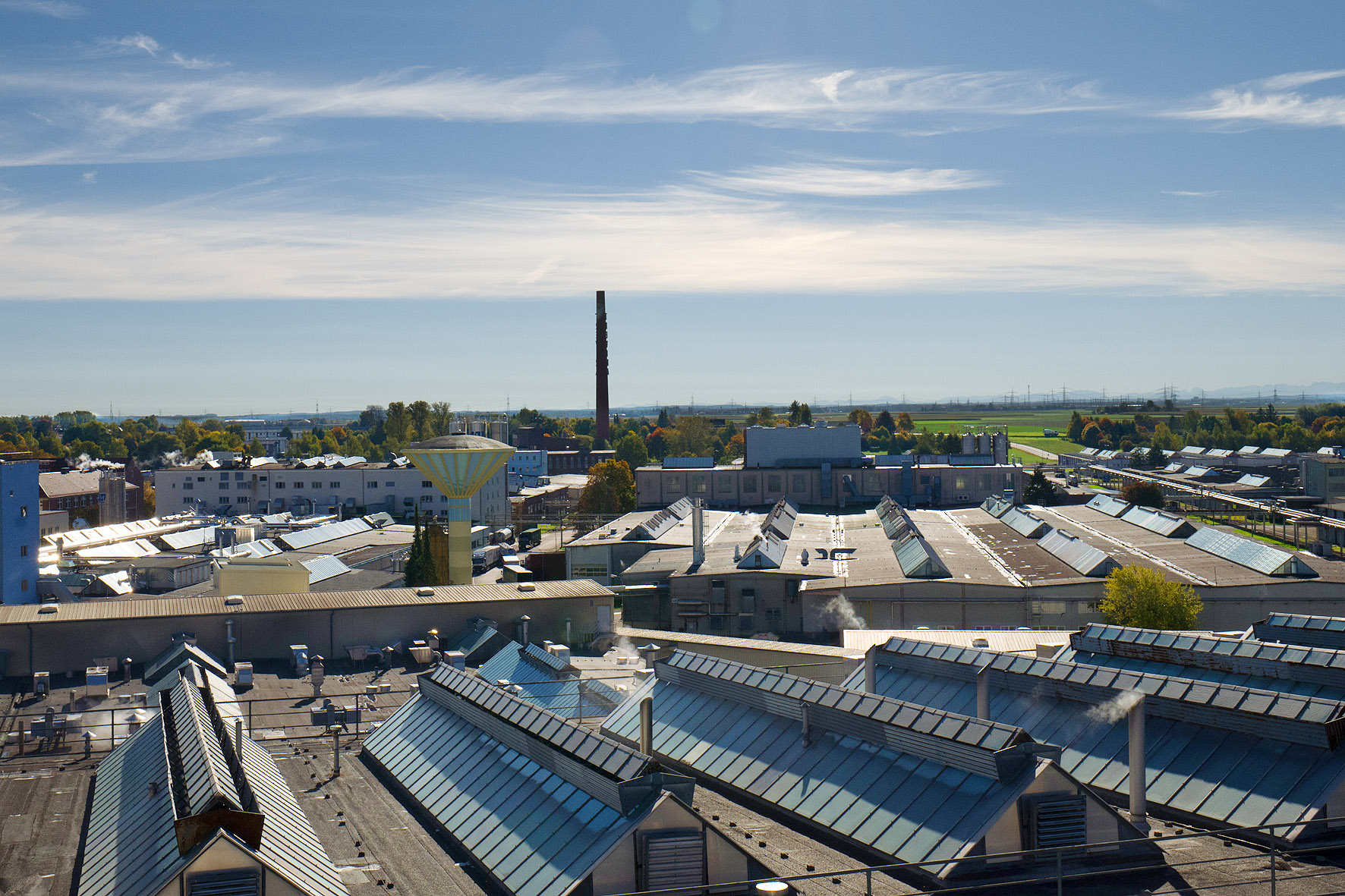
Trevira-Werk Bobingen

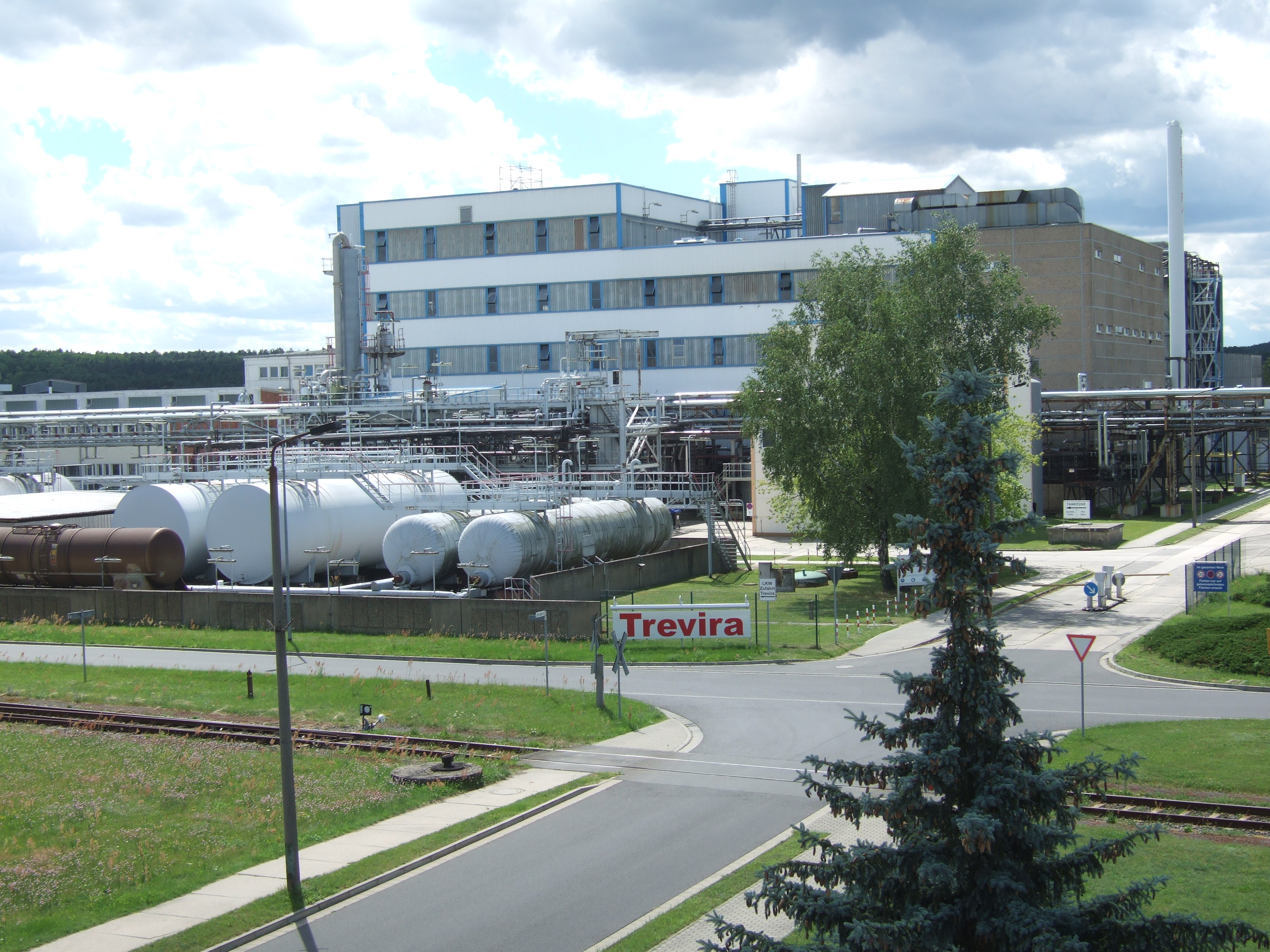
Trevira-Werk Guben

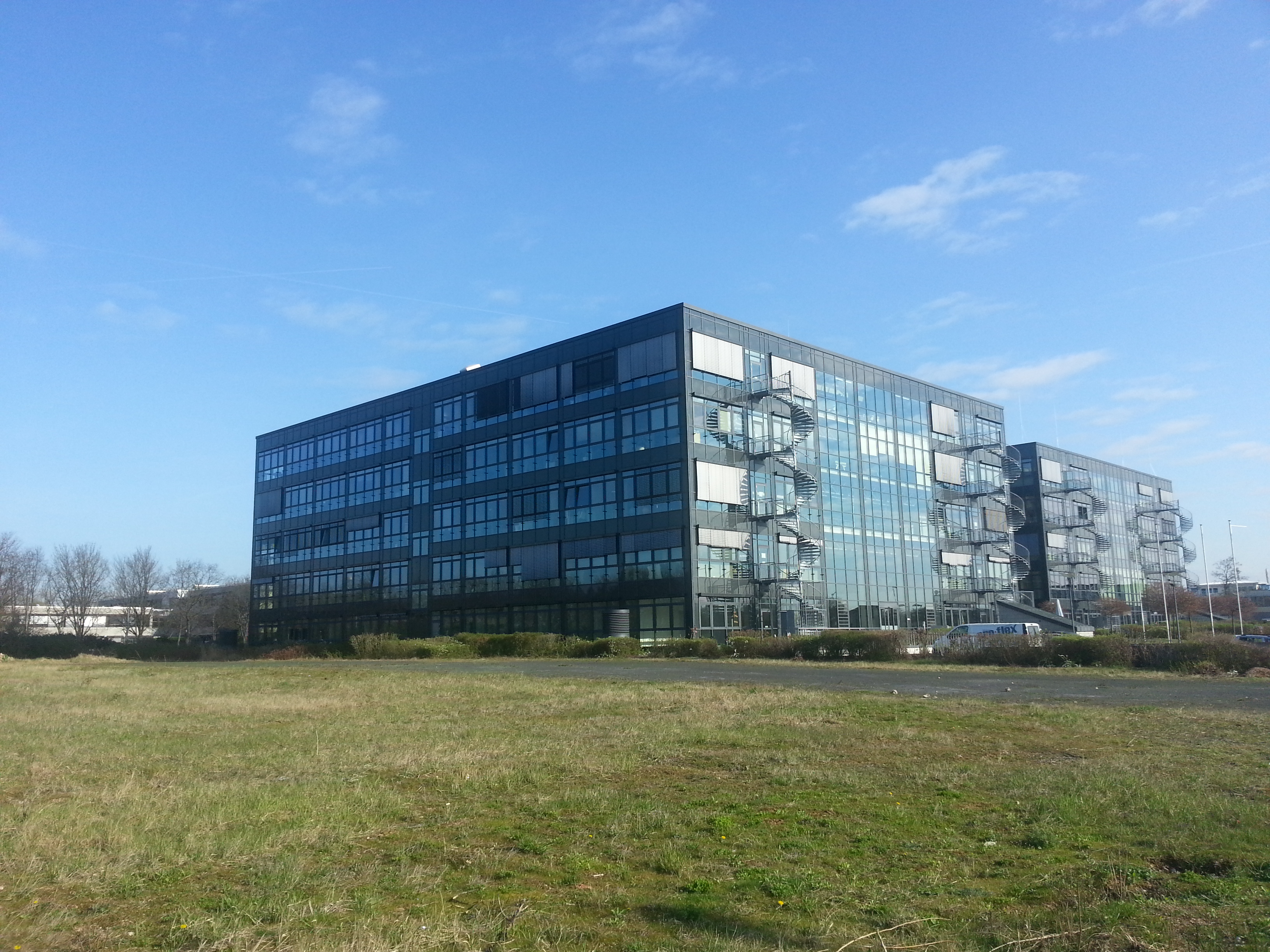
Trevira Hattersheim: Marketing und Vertrieb

### Standorte
Trevira verfügt über drei Standorte in Deutschland (davon zwei Produktionsstandorte) und mehrere Auslandsniederlassungen und -vertretungen.
Die Unternehmenszentrale hat ihren Sitz in Bobingen bei Augsburg. Hier werden Stapelfasern für die Vliesstoffindustrie und technische Anwendungen sowie für Heimtextilien und Bekleidung hergestellt. Außerdem entwickelt Trevira in Bobingen neue Polymere, Filamente und Spezialfasern und führt im Labor Prüfungen und Analysen für u. a. auch externe Kunden durch.
Ein zweites Werk in Guben (Brandenburg) produziert glatte sowie luft- und falschdrahttexturierte Filamentgarne für Automobil-Innenausstattungen, Bekleidung und Heimtextilien.
Geschäftsführung, Marketing und Vertrieb haben ihren Sitz in Hattersheim bei Frankfurt am Main. Von hier aus wird der Service für Geschäftspartner auf der ganzen Welt gesteuert. Darüber hinaus betreibt Trevira Niederlassungen in Frankreich, Italien, Portugal und Nordamerika; zusätzlich gibt es weltweit 30 weitere freie Vertretungen.

### Internationale Zertifizierungen
- DIN EN ISO 9001
- DIN EN ISO 14001
- DIN EN ISO 50001
- Standard 100 by Oeko-Tex
- Zugelassener Wirtschaftsbeteiligter (AEO)[1]

## Geschichte
Die Marke Trevira startete mit einem linguistischen Irrtum und genau genommen lange vor 1956, dem Jahr ihrer erstmaligen Verwendung als Polyesterfasermarke. Der Eintrag „Trevira“ im Warenzeichenregister war nämlich bereits 1932 auf Veranlassung des Werkleiters Adolf Kämpf der damaligen Kunstseidenfabrik in Bobingen bei Augsburg erfolgt. Kämpf veranlasste unter anderem den Bau einer eigenen Siedlung für die Arbeiter der Kunstseidenfabrik. 1933 wurde Trevira als Warenzeichen eingetragen. Der Name Trevira beruht eigentlich auf einem Irrtum Kämpfs, der kein Einheimischer war: Er hatte den Namen von der römischen Bezeichnung der Stadt Augsburg (Augusta Vindelicum) herleiten wollen, verwechselte ihn aber mit Augusta Treverorum, dem Namen Triers. Auch als die Verwechslung aufgeklärt wurde, blieb der Markenname Trevira erhalten; seine Verwendung wechselte allerdings zunächst, zeitweise wurde der Name gar nicht genutzt. In den Jahren 1946 und 1947 war Paul Schlack (der 1938 bei der Berliner Aceta GmbH in der I.G. Farben die Perlonfaser entwickelt hatte) in Bobingen zunächst Betriebsleiter für die Perlonfabrikation und später technischer Direktor der Kunstseidenfabrik (die im Nationalsozialismus ebenfalls zur I.G. Farben gehört hatte).

### Einführung von Trevira als Polyesterfasermarke

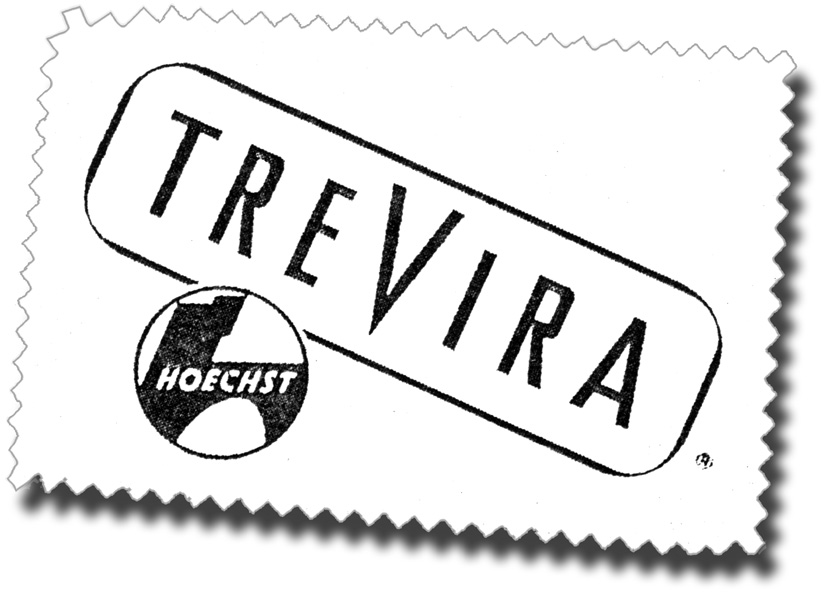
Altes Trevira-Logo (Hoechst AG)

1952 wurde die Fabrik im Zuge der Entflechtung der I.G. Farben Teil der Farbwerke Hoechst AG, Paul Schlack übernahm 1955 die Leitung der Hoechst-Faserforschung. Hoechst begann mit der Herstellung von Stapelfasern aus Polyester, die zunächst gemeinsam mit der Vereinigten Glanzstoff-Fabriken AG (der späteren Enka) unter der Marke Diolen vertrieben wurde. Erst seit Hoechst Anfang 1956 auch Polyester-Endlosfäden (Filamentgarne) entwickelte, benutzte man für diese den Namen Trevira. Die Polyestersparte expandierte rasch und wurde zum damals weltgrößten Polyesteranbieter. Weitere Werke in Berlin, Bad Hersfeld, Gersthofen (ebenfalls bei Augsburg), Offenbach und im Ausland entstanden.
Ab den 1970er-Jahren verlagerte man den Schwerpunkt zunehmend auf spezielle Funktionsfasern und -garne. Die Texturierbetriebe Ernst Michalke und Kaj Neckelmann in Dänemark wurden übernommen. 1980 kam mit der Submarke Trevira CS eine schwer entflammbare Faser auf den Markt, die bis heute ein Hauptprodukt des Unternehmens ist.
1987 übernahm Hoechst den Faserhersteller Celanese in den USA, nach der Wiedervereinigung Deutschlands das ehemalige Chemiefaserkombinat in Guben.
Die neuen Trevira-Polyesterfasern fanden ihren Einsatz zunächst in Bekleidungsstoffen, dann zunehmend auch in Heimtextilien, technischen Anwendungen und Vliesstoffen (Nonwovens). Die „Fasern nach Maß“ ließen sich zu sehr unterschiedlichen Textilien verarbeiten: vom schweren Brokat über Jacquard, Musselin und Taft bis hin zum Gardinentüll; gewebt, gewirkt oder gestrickt und bügelfrei. Dank Thermofixierung konnte man die knitterfreien Gewebe auch mit permanenten Bügelfalten ausstatten. Designer wie Lagerfeld, Castelbajac oder Piattelli führten Kollektionen aus Trevira-Stoffen auf Modenschauen vor.

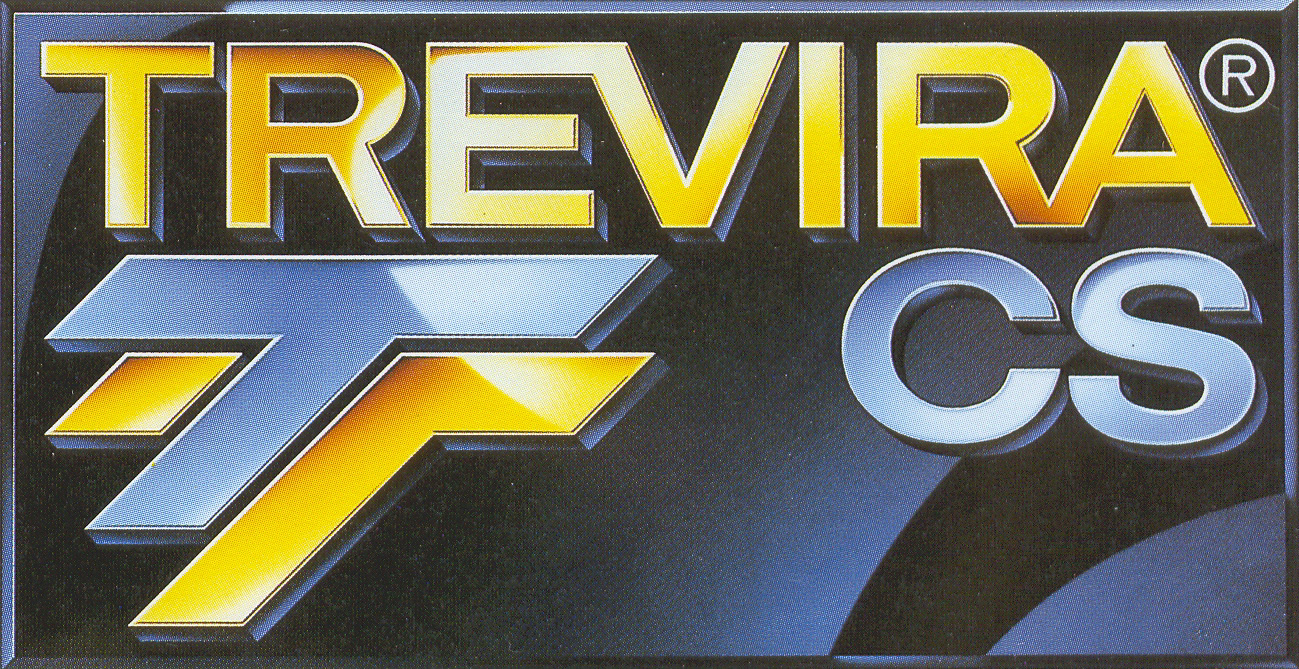
Altes Trevira-Logo

### Endgültige Trennung von Hoechst
Seit 1996 wechselten mehrfach die Eigentümer, es kam zu Umstrukturierungen, Standortschließungen und -verlagerungen. Bereits 1994 hatte man mit der Ausgliederung des Polyesterfasergeschäfts aus der Hoechst AG begonnen; 1998 wurde das europäische Polyesterfasergeschäft an Multikarsa (Indonesien) verkauft, und die Trevira GmbH & Co. KG wurde gegründet. 2000 erfolgte die vollständige Trennung von Hoechst und 2001 die Umwandlung in eine GmbH. Im August 2004 wurde die Trevira GmbH eine Tochtergesellschaft der indischen Unternehmensgruppe Reliance Industries. Im Juni 2009 meldete Trevira (Trevira Group und Trevira Holding) Insolvenz an und es wurde mit einer umfangreichen Umstrukturierung begonnen.
Am 1. Januar 2010 wurde das operative Geschäft der Trevira Group und Trevira Holding von der neugegründeten Trevira GmbH übernommen. Eigentümer war von Juli 2011 bis April 2017 ein Joint-Venture des weltgrößten PET-Produzenten Indorama Ventures (Thailand) und der Sinterama (Italien), Spezialist für Polyesterfilamentgarne. 2012 wurde die Filamentproduktion auf den Standort Guben und die Stapelfaserproduktion auf den Standort Bobingen konzentriert.

### Indorama Ventures wird alleiniger Eigentümer
Im April 2017 wurde die Trevira GmbH hundertprozentige Tochter der thailändischen Indorama Ventures PCL (IVL). Die letzten 25 % der Anteile erstand der Investor am 18. April vom früheren Joint-Venture-Partner Sinterama.

### Brandenburger Innovationspreis
Vom Brandenburgischen Wirtschaftsministerium wurde dem Unternehmen 2019 der Brandenburger Innovationspreis im Cluster „Kunststoffe und Chemie“ verliehen.